# Halvkakssundet

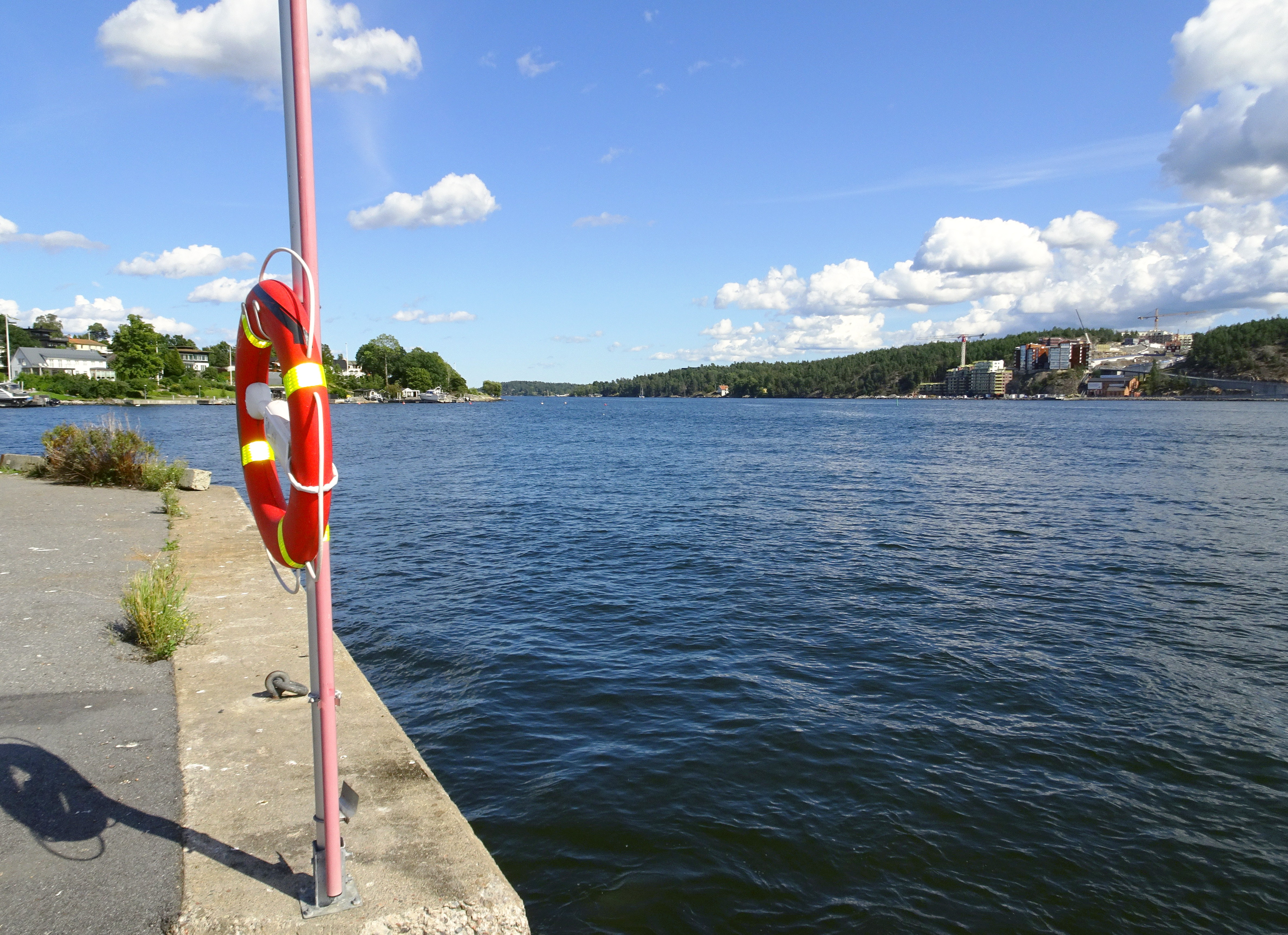
Halvkakssundet sett mot norr från Brevik brygga på Lidingön, augusti 2021.

Halvkakssundet är ett sund mellan södra Lidingö och Nacka i Stockholms län.

## Beskrivning

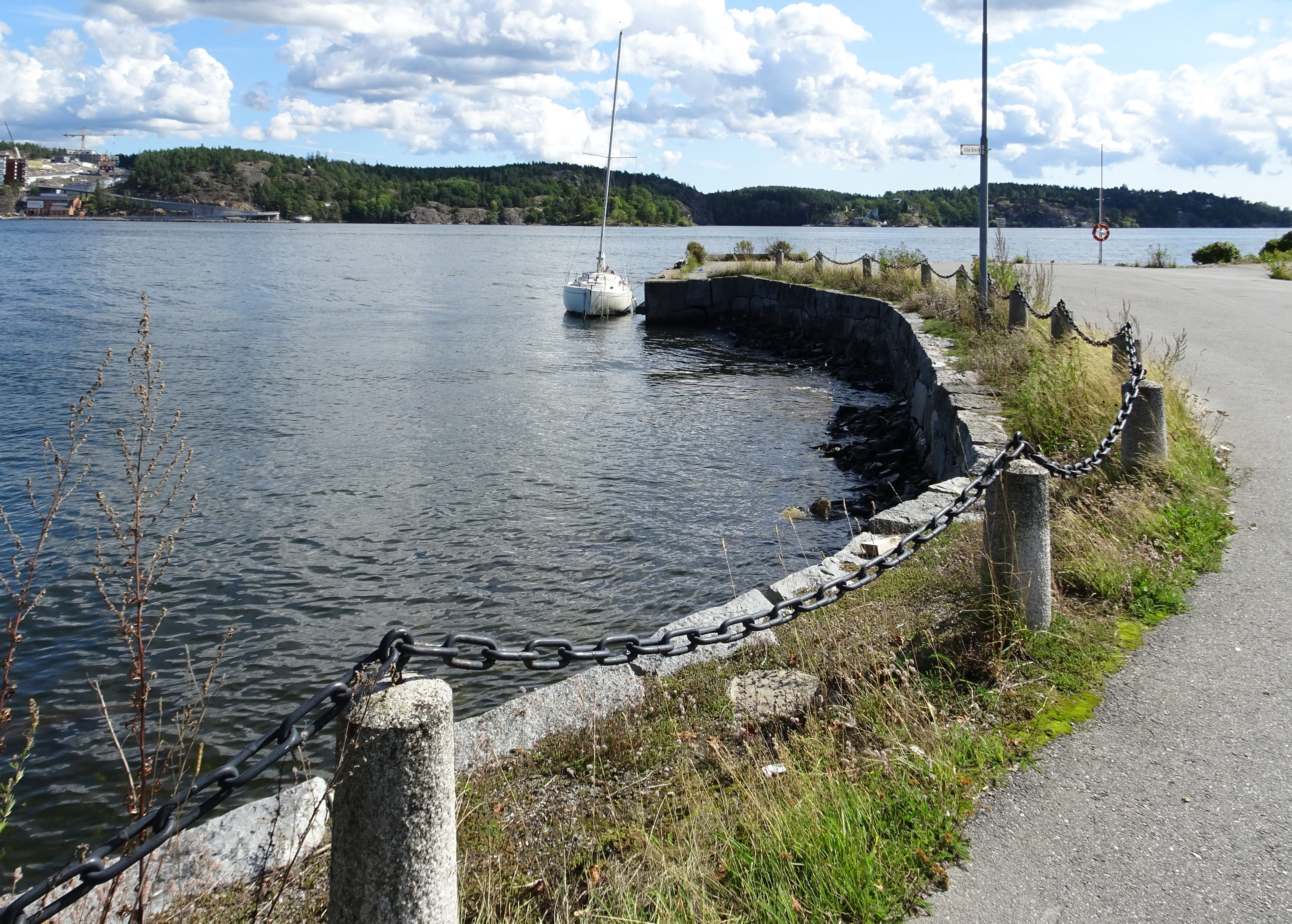
Halvkakssundet sett not sydost från Brevik brygga.

Halvkakssundet sträcker sig från Höggarnsfjärden och Askrikefjärden i norr till Lilla Värtan och Stockholms inlopp i söder. Sundet utgör en del av huvudfarleden för större tonnage från Östersjön till och från Stockholms hamnar. Sundets minsta bredd är cirka 440 meter och största djup är knappt 60 meter. I sundet ligger två öar: Danmarks holme och Sveriges holme.